# Heliocopris tyrannus
Heliocopris tyrannus är en skalbaggsart som beskrevs av Thomson 1859. Heliocopris tyrannus ingår i släktet Heliocopris och familjen bladhorningar. Inga underarter finns listade i Catalogue of Life.